# Aloïs Sledsens
Aloïs Sledsens, (Antwerpen, 24 april 1907 - aldaar, 30 januari 1979), was een Belgisch politicus voor de CVP.

## Levensloop
Sledsens volgde middelbaar onderwijs aan het Sint-Norbertuscollege in Antwerpen en behaalde het diploma van maatschappelijk assistent aan de Sociale School van Heverlee. In 1928 promoveerde hij tot licentiaat in de politieke en sociale wetenschappen aan de Katholieke Universiteit Leuven. Beroepshalve werd hij beheerder van vennootschappen. Ook was hij werkend lid van de Vlaamsch-Katholieke Politieke Jeugd en medevoorzitter van het Centraal Komitee van Land- en Tuinbouw.
Van 1936 tot 1970 was Sledsens voor de Katholieke Partij en daarna de CVP gemeenteraadslid van Borgerhout. Van 1938 tot 1944 was hij er schepen en van 1944 tot 1970 burgemeester.
Tijdens zijn lange bestuursperiode is Borgerhout sterk van uitzicht veranderd. Vele gebouwen, vooral in het oudere gedeelte van de gemeente, lagen na de Tweede Wereldoorlog in puin ten gevolge van de V1- en V2-aanvallen op Antwerpen. Onder impuls van het gemeentebestuur werden puin en krotten opgeruimd en waar nodig vervangen door nieuwe straten en wijken.
Vooral in extra-muros (het gedeelte buiten de spoorweg die Borgerhout in twee delen opdeelt) zijn tijdens de periode 1958 tot 1964 70 straten heringericht en 15 nieuwe aangelegd. Reeds vroeg werd rekening gehouden met fietsers en de drukste straten werden dan ook al van fietspaden voorzien. Burgemeester Sledsens werd dan ook telkens moeiteloos herkozen.
Tijdens zijn laatste bestuursperiode (1965-1970), toen de CVP samen met de Volksunie bestuurde, veranderde het uitzicht van de gemeente drastisch, zowel verkeerstechnisch als sociologisch. Borgerhout werd een belangrijk knooppunt op de Ring rond Antwerpen, met de aansluiting naar de Boudewijnsnelweg naar Duitsland (huidige E313). Om het gebrek aan arbeidskrachten voor die grootscheepse werken op te vangen, werd massaal beroep gedaan op Noord-Afrikaanse "gastarbeiders", vooral uit Marokko. Dit was meteen de aanvang van de immigratieproblematiek in de gemeente en daarbuiten. In deze veranderde wereld was geen plaats meer voor politici zoals hij en hij trok zich dan ook terug uit de politiek.
Ook zetelde Sledsens van 1949 tot 1974 in de Senaat als rechtstreeks gekozen senator voor het arrondissement Antwerpen. Op nationaal vlak nam hij nooit deel aan een regering, mogelijk door zijn standpunten als flamingantisch politicus. Zo protesteerde hij reeds in 1954 tegen Franstalige teksten op een uitnodiging van de Koninklijke Vlaamse Academie. Hij was een van de vroege voorstanders van een autonome Vlaamse vleugel binnen de toen nog unitaire CVP. Zijn tussenkomsten in de Senaat hielden dan ook vaak verband met staatshervorming en taalkwesties, maar ook met landbouw en verkeer.
Hij maakte ook deel uit van De Groep van Acht, een lobby-groep binnen de Vlaamse leden van de CVP. Deze groep werd opgericht op aansturen van de krant De Standaard. Deze krant maakte op vraag van de groep de publieke opinie warm voor besluitvorming in het belang van de Vlaamse Beweging. Die werd zowel door de krant als door de betrokken politici fel verdedigd, maar deze laatsten konden in het kader van hun unitaire partij niet altijd openlijk voor hun opinie uitkomen. Bovendien was hij van 1965 tot 1974 lid en van 1971 tot 1974 ondervoorzitter van de Raadgevende Interparlementaire Beneluxraad.
Op het einde van zijn parlementaire carrière, in de periode december 1971-maart 1974, had hij als gevolg van het toen bestaande dubbelmandaat ook korte tijd zitting in de Cultuurraad voor de Nederlandse Cultuurgemeenschap, die op 7 december 1971 werd geïnstalleerd en de verre voorloper is van het Vlaams Parlement.